# Kristdala kyrka
Kristdala kyrka är en kyrkobyggnad i Döderhults församling i Växjö stift (från och med den 1 januari 2010, tidigare tillhörande Linköpings stift) och Oskarshamns kommun. Kristdala kan även ståta med att man har haft rekord i prostar som ärvt sina ämbeten far-son i rakt nedstigande led. Släkten Meurling innehade prästämbetet i Kristdala från 1700-talet tills den siste prosten Meurling pensionerades 1954 i sex generationer.

## Kyrkobyggnaden
Tidigare kyrkobyggnad från medeltiden var uppförd av furutimmer och stod i nordöstra hörnet av södra kyrkogården. Efter att ha förfallit svårt under lång tid revs kyrkan 1792. Nuvarande kyrkobyggnad uppfördes i slutet av 1700-talet efter ritningar av arkitekt Jacob Wulff och invigdes 1792. Kyrkan har en stomme av sten och består av ett rektangulärt långhus med tresidigt kor i öster och torn i väster.

## Inventarier
- Dopfunten är från medeltiden.
- Predikstolen är tillverkad 1791 av bildhuggaren Jonas Berggren, Målilla.
- Altaruppsatsen är tillverkad av bildhuggaren Jonas Berggren. Dess nuvarande altartavlan är målad 1856 av Sven Gustaf Lindblom.
- Två begravningssköldar från 1300-talet, förmodligen från ätten Svinakula

### Orgel
- 1739 eller 1741 bygger Jonas Wistenius, Linköping en orgel med 8 stämmor.[1] Den flyttades senare till Böda kyrka.
- 1813 bygger Olof Schwan, Stockholm en orgel med 17 stämmor, 1 manual och pedal.
- 1935 bygger A Mårtenssons Orgelfabrik AB, Lund en orgel med 26 stämmor, 2 manualer och pedal
- 1969 bygger Olof Hammarberg, Göteborg en orgel som är mekanisk. Fasaden är från 1813 års orgel.

| Huvudverk I     | Svällverk II      | Pedal         | Koppel |  |
| Principal 8’    | Rörflöjt 8’       | Subbas 16'    | I/P    |  |
| Gedackt 8’      | Fugara 8’         | Principal 8’  | II/P   |  |
| Oktava 4’       | Principal 4’      | Gedackt 8’    | II/I   |  |
| Oktava 2’       | Koppelflöjt 4’    | Oktava 4’     |        |  |
| Sesquialtera II | Gemshorn 2’       | Blockflöjt 2' |        |  |
| Mixtur V        | Nasat 1 1/3'      | Fagott 16'    |        |  |
| Trumpet 8'      | Scharf III        | Skalmeja 4'   |        |  |
|                 | Hautbois 8'       |               |        |  |
|                 | Tremulant         |               |        |  |
|                 | Crescendosvällare |               |        |  |

### Fotnoter
1. ↑  Abr. Hülphers, Historisk Afhandling om Musik och Instrument särdeles om Orgwerks Inrättningen i Allmänhet jemte Kort Beskrifning öfwer Orgwerken i Swerige (1773), s. 270.